# Bảo tàng Thương mại cũ ở Świdnica
Bảo tàng Thương mại cũ ở Świdnica (tiếng Ba Lan: Muzeum Dawnego Kupiectwa w Świdnicy) là một bảo tàng tọa lạc ở Świdnica, Ba Lan. Dobiesław Karst đảm nhiệm vị trí giám đốc bảo tàng từ năm 2019.

## Lịch sử
Việc tổ chức bảo tàng tại tòa thị chính ở Świdnica bắt đầu vào năm 1966. Về mặt nguyên tắc hoạt động, bảo tàng này khác với cơ sở trước chiến tranh của Bảo tàng Thành phố. Hoạt động của bảo tàng tập trung vào việc thu thập, xử lý, lưu trữ và bảo tồn các hiện vật văn hóa có liên quan đến lịch sử thương mại Silesia, các hệ thống đo lường được sử dụng ở Silesia và nghiên cứu lịch sử của Świdnica và khu vực. Các bộ sưu tập của bảo tàng giới thiệu truyền thống buôn bán của thành phố.
Các cuộc triển lãm thường trực đầu tiên của bảo tàng chính thức mở cửa cho công chúng vào năm 1967. Việc tổ chức các cuộc triển lãm này nhận được sự giúp đỡ đáng kể từ các bảo tàng khác ở Hạ Silesia. Vào năm 1978, bảo tàng thành lập chi nhánh Nghệ thuật Bia mộ, hoạt động tại Quảng trường Hòa bình. Chi nhánh này của bảo tàng tồn tại cho đến năm 1995 thì bị giải thể. Ngoài ra, bảo tàng cũng mở một khoa đo lường.